# Youngia longiflora
Youngia longiflora là một loài thực vật có hoa trong họ Cúc. Loài này được (Babc. & Stebbins) C.Shih miêu tả khoa học đầu tiên năm 1997.